# São Bento (Porto de Mós)
São Bento is een plaats (freguesia) in de Portugese gemeente Porto de Mós en telt 953 inwoners (2001).